# Effet multiplicateur
L'effet multiplicateur est un concept de macroéconomie qui renvoie à un ensemble de mécanismes macroéconomiques par lesquels une hausse d'une variable économique (la dépense publique, le niveau d'emploi...) conduit à une hausse plus que proportionnelle d'une autre variable (la croissance, l'investissement).

## Concept
Dès le début du XXe siècle, les économistes travaillent à identifier des boucles de rétroaction et de répercussion en chaîne de la hausse d'une variable macroéconomique sur d'autres variables. Le premier grand effet multiplicateur découvert est le multiplicateur de Kahn, collègue de John Maynard Keynes, qui identifie un effet puissant de la hausse du niveau d'emploi (une baisse du chômage) sur la croissance. Plusieurs effets multiplicateurs sont ensuite découverts, notamment par Keynes, qui donne son nom à l'effet le plus connu (multiplicateur keynésien), selon lequel une hausse des dépenses publiques provoque une hausse plus que proportionnelle de la croissance.
La prépondérance du multiplicateur keynésien par rapport aux autres effets multiplicateurs a conduit à l'utilisation de l'expression d'« effet multiplicateur » pour désigner implicitement le multiplicateur keynésien.

## Types d'effets multiplicateurs

### Multiplicateur de Kahn
Le multiplicateur de Kahn (ou « multiplicateur d'emplois ») est le plus ancien multiplicateur désigné comme tel. Découvert en 1931 par Richard Kahn, il désigne un rapport entre la création d'emplois et la croissance, qui, par une boucle de rétroaction, provoque la création de nouveaux emplois.
Le multiplicateur se retrouve comme tel (avec {\displaystyle Y} le revenu national, {\displaystyle C} la consommation nationale, {\displaystyle I} le niveau d'investissement, {\displaystyle c} la propension à consommer et {\displaystyle s} la propension à épargner (avec {\displaystyle s=1-c}) :
{\displaystyle Y=C+I\Longrightarrow Y=c\cdot Y+I}
{\displaystyle \qquad \qquad \,\ \,\Longrightarrow Y\cdot (1-c)=I}
{\displaystyle \qquad \qquad \,\ \,\Longrightarrow Y\cdot (1-c)=I}
{\displaystyle \qquad \qquad \,\ \,\Longrightarrow \Delta Y={1 \over s}\cdot \Delta I}
Puisque ({\displaystyle 1-c}) est strictement inférieur à 1, alors une augmentation de l'investissement entraine une augmentation plus que proportionnel du revenu.

### Multiplicateur keynésien
John Maynard Keynes propose dans sa Théorie générale de l'emploi, de l'intérêt et de la monnaie (1936) un nouvel effet multiplicateur, parfois appelé « multiplicateur budgétaire ». La politique budgétaire permet de stimuler la croissance : les sommes dépensées par l'État sont utilisées par les agents économiques pour être dépensées et investies, ce qui doit relancer la croissance. Or, en vertu de la loi d'Okun, une augmentation de la croissance réduit le chômage. Ainsi, l'effet multiplicateur keynésien réduit à terme le chômage.
Ainsi, Keynes intègre dans le multiplicateur la variable G et renomme I l'investissement privé, ainsi :
{\displaystyle Y=C+I+G\Longrightarrow Y=c\cdot Y+I+G}
{\displaystyle \qquad \qquad \qquad \,\ \,\Longrightarrow Y\cdot (1-c)=I+G}
{\displaystyle \qquad \qquad \qquad \,\ \,\Longrightarrow \Delta Y={1 \over s}\cdot (\Delta I+\Delta G)}

### Multiplicateur fiscal
Le multiplicateur fiscal est un multiplicateur lié à la gestion du niveau d'imposition par la puissance publique. Le multiplicateur fiscal est inférieur au multiplicateur keynésien. Une politique fiscale est moins efficace qu'une politique budgétaire, car une baisse des impôts ne se traduit pas par une hausse proportionnelle de la croissance, contrairement à une dépense publique. Cela est dû au fait que, lors d'une baisse d'impôts, une partie seulement du gain de revenu disponible est dépensée, en vertu de la propension à consommer.
Cette fois-ci, on réinterprète C comme la composante du revenu disponible, c'est-à-dire le revenu soustrait des prélèvements obligatoires {\displaystyle T} :
{\displaystyle Y=C+I+G\Longrightarrow Y=c\cdot (Y-T)+I+G}
{\displaystyle \qquad \qquad \qquad \,\ \,\Longrightarrow Y\cdot (1-c)=c\cdot (-T)+I+G}
{\displaystyle \qquad \qquad \qquad \,\ \,\Longrightarrow \Delta Y={c \over s}\cdot \Delta (-T)+{1 \over s}(\Delta I+\Delta G)}
Ainsi, puisque nous avons {\displaystyle c<1}, alors le multiplicateur keynésien est plus efficace que le multiplicateur fiscal, il vaut donc mieux investir par la dépense publique que par des baisses de la fiscalisation.

Il existe de plus un autre multiplicateur fiscal : que se passe-t-il si l’État finance des politiques budgétaires par une augmentation des impôts ?
Imaginons que l’État fasse augmenter tant la dépense publique que les prélèvements obligatoires ({\displaystyle \Delta G=\Delta T}) :
{\displaystyle Y=C+I+G\Longrightarrow Y=c\cdot (Y-T)+I+G}
{\displaystyle \qquad \qquad \qquad \,\ \,\Longrightarrow Y\cdot (1-c)=c\cdot (-T)+I+G}
{\displaystyle \qquad \qquad \qquad \,\ \,\Longrightarrow \Delta Y\cdot (1-c)=c\cdot \Delta (-T)+\Delta I+\Delta G}
{\displaystyle \qquad \qquad \qquad \,\ \,\Longrightarrow \Delta Y\cdot (1-c)=(1-c)\cdot \Delta G+\Delta I}
{\displaystyle \qquad \qquad \qquad \,\ \,\Longrightarrow \Delta Y=1\cdot \Delta G+{1 \over s}\cdot \Delta I}
Cette équation, plus connue sous le nom de théorème de Trygve Haavelmo, permet de constater qu'une relance budgétaire par l'impôt reste moins efficace qu'une relance budgétaire par le déficit public.

### Multiplicateur du commerce extérieur
Le multiplicateur du commerce extérieur est un multiplicateur qui relie les exportations et la croissance économique du pays exportateur.
Il suffit d'intégrer à l'équation {\displaystyle Y=C+I+G} les variables {\displaystyle X} et {\displaystyle M} (respectivement les exportations et les importations) où {\displaystyle Y+M=C+I+G+X}. On note {\displaystyle m={M \over Y}} la propension à importer. Démontrons le premier multiplicateur keynésien dans une économie ouverte :
{\displaystyle Y+M=C+I+G+X\Longrightarrow Y+m\cdot Y=c\cdot Y+I+G+X}
{\displaystyle \qquad \qquad \qquad \ \ \ \ \qquad \qquad \Longrightarrow Y\cdot (1+m-c)=I+G+X}
{\displaystyle \qquad \qquad \qquad \ \ \ \ \qquad \qquad \Longrightarrow \Delta Y={1 \over s+m}\cdot (\Delta I+\Delta G+\Delta X)}

Similairement, nous obtenons pour les trois différents multiplicateurs :
|                                    | Multiplicateur keynésien                                                 | Multiplicateur fiscal par l'impôt                                                           | Multiplicateur fiscal par des tax cut                                                             |
| ---------------------------------- | ------------------------------------------------------------------------ | ------------------------------------------------------------------------------------------- | ------------------------------------------------------------------------------------------------- |
| Caractéristiques du multiplicateur | {\displaystyle \Delta G>0\ ;\Delta T=0}                                  | {\displaystyle \Delta G>0\ ;\Delta G=\Delta T}                                              | {\displaystyle \Delta T<0\ ;\Delta G=0}                                                           |
| Équation finale                    | {\displaystyle \Delta Y={1 \over s+m}\cdot (\Delta I+\Delta G+\Delta X)} | {\displaystyle \Delta Y={s \over s+m}\cdot \Delta G+{1 \over s+m}\cdot (\Delta I+\Delta X)} | {\displaystyle \Delta Y={c \over s+m}\cdot \Delta (-T)+{1 \over s+m}(\Delta I+\Delta G+\Delta X)} |
| Multiplicateurs propres            | {\displaystyle {1 \over s+m}}                                            | {\displaystyle {s \over s+m}}                                                               | {\displaystyle {c \over s+m}}                                                                     |

On peut ainsi remarquer que : {\displaystyle {1 \over s+m}<{1 \over s}} ; que {\displaystyle {s \over s+m}<1} et que {\displaystyle {c \over s+m}<{c \over s}} ; ainsi selon le paradigme keynésien, il est nécessaire aux États d'appliquer du protectionnisme lorsqu'ils souhaitent appliquer une relance budgétaire, par exemple par des taxes à l'importation afin de faire baisser {\displaystyle m}.

### Multiplicateur culturel
Le multiplicateur culturel est un effet multiplicateur appliqué au lien entre les dépenses publiques et l'industrie culturelle. 